# Islands on the Air
Islands on the Air (IOTA) – program i dyplom wydawany przez Radio Society of Great Britain (RSGB), jest prawdopodobnie drugim najbardziej popularnym dyplomem po DXCC. Zasadą jest zbieranie punktów za przeprowadzanie łączności z wyspami i grupami wysp świata.

## Historia
Program IOTA stworzony został przez czołowego brytyjskiego nasłuchowca Geoffa Wattsa w połowie lat 60. XX wieku. W roku 1985 dyplom przejęty został przez RSGB i stał się bardzo popularnym trofeum krótkofalarskim.

## Warunki
Program składa się z 18 oddzielnych dyplomów. Dwustronne łączności muszą być potwierdzone według ogólnych zasad zdobywania dyplomów. Zalicza się łączności zrobione po 15 listopada 1945 z wymaganą liczbą radiostacji amatorskich zlokalizowanych na wyspach zarówno światowych, jak i regionalnych.
Program IOTA jest stale rozwijającym się programem z nowymi wyspami „aktywnymi” po raz pierwszy (spośród 1178 zamieszczonych na liście).

## Rodzaje dyplomów
- IOTA 100 ISLANDS OF THE WORLD
- IOTA 200 ISLANDS OF THE WORLD
- IOTA 300 ISLANDS OF THE WORLD
- IOTA 400 ISLANDS OF THE WORLD
- IOTA 500 ISLANDS OF THE WORLD
- IOTA 600 ISLANDS OF THE WORLD
- IOTA 700 ISLANDS OF THE WORLD
- IOTA AFRICA
- IOTA ANTARCTICA
- IOTA ASIA
- IOTA EUROPE
- IOTA NORTH AMERICA
- IOTA OCEANIA
- IOTA SOUTH AMERICA
- IOTA ARCTIC ISLANDS
- IOTA BRITISH ISLES
- IOTA WEST INDIES
- IOTA WORLD DIPLOMA

Dla zaznaczenia najwyższego poziomu dorobku dla uczestników programu, którzy dostarczą dowody łączności z przynajmniej 750 wyspami albo grupami wysp, dostępna jest plakietka Plaque of Excellence.

## Liczba wysp na poszczególnych kontynentach
| Kontynent          | Numery porządkowe | Liczba wysp |
| ------------------ | ----------------- | ----------- |
| Afryka             | AF–xxx            | 119         |
| Ameryka Południowa | SA–xxx            | 109         |
| Ameryka Północna   | NA–xxx            | 250         |
| Antarktyka         | AN–xxx            | 021         |
| Azja               | AS–xxx            | 207         |
| Europa             | EU–xxx            | 192         |
| Oceania            | OC–xxx            | 300         |
| Razem              | Razem             | 1198        |